# Miss Univers 1988
 (octobre 2015).
Miss Univers 1988, 37e édition du concours de Miss Univers a lieu le 24 mai 1988, au Lin Kou Stadium, à Taipei, Taiwan. 
, Miss Thaïlande, remporte le prix.

## Résultats
| Classement final  | Candidates |
| ----------------- | --- |
| Miss Univers 1988 | - Thaïlande - Porntip Nakhirunkanok |
| 1st runner-up     | - Corée du Sud - Chang Yoonjung |
| 2nd runner-up     | - Mexique - Amanda Olivares |
| 3rd runner-up     | - Japon - Mizuho Sakaguchi |
| 4th runner-up     | - Hong Kong - Pauline Yeung |
| Top 10            | - République dominicaine - Patricia Jiménez - Venezuela - Yajaira Vera - USA - Courtney Gibbs - Colombie - Diana Arévalo - Norvège - Bente Brunland |

### Scores de la demi-finale
| \| Pays \| Moyenne préliminaire \| Interview \| Maillot de bain \| Robe du soir \| Moyenne de la demi-finale \| \| ---------------------- \| -------------------- \| ---------- \| --------------- \| ------------ \| ------------------------- \| \| Thaïlande \| 8.719 (4) \| 9.730 (1) \| 9.684 (1) \| 9.752 (1) \| 9.722 (1) \| \| Corée du Sud \| 8.795 (3) \| 9.453 (2) \| 9.463 (2) \| 9.630 (2) \| 9.515 (2) \| \| Mexique \| 8.497 (7) \| 8.266 (3) \| 9.144 (3) \| 8.233 (3) \| 9.214 (3) \| \| Japon \| 8.409 (9) \| 8.922 (4) \| 8.866 (5) \| 8.944 (5) \| 8.910 (4) \| \| Hong Kong \| 8.505 (6) \| 8.744 (6) \| 8.666 (7) \| 9.074 (4) \| 8.828 (5) \| \| République dominicaine \| 9.052 (2) \| 8.833 (5) \| 8.688 (6) \| 8.744 (8) \| 8.768 (6) \| \| Venezuela \| 8.518 (5) \| 8.543 (8) \| 8.900 (4) \| 8.811 (7) \| 8.751 (7) \| \| États-Unis \| 9.144 (1) \| 8.522 (9) \| 8.621 (8) \| 8.943 (6) \| 8.695 (8) \| \| Colombie \| 8.440 (8) \| 8.712 (7) \| 8.588 (9) \| 8.644 (9) \| 8.648 (9) \| \| Norvège \| 8.368 (10) \| 7.555 (10) \| 7.977 (10) \| 8.077 (10) \| 7.869 (10) \| | Winner First Runner-up Second Runner-up Third Runner-up Fourth Runner-up Top 10 Semifinalist (#) Rank in each round of competition |            |                 |              |                           |
| Pays | Moyenne préliminaire | Interview  | Maillot de bain | Robe du soir | Moyenne de la demi-finale |
| Thaïlande | 8.719 (4) | 9.730 (1)  | 9.684 (1)       | 9.752 (1)    | 9.722 (1)                 |
| Corée du Sud | 8.795 (3) | 9.453 (2)  | 9.463 (2)       | 9.630 (2)    | 9.515 (2)                 |
| Mexique | 8.497 (7) | 8.266 (3)  | 9.144 (3)       | 8.233 (3)    | 9.214 (3)                 |
| Japon | 8.409 (9) | 8.922 (4)  | 8.866 (5)       | 8.944 (5)    | 8.910 (4)                 |
| Hong Kong | 8.505 (6) | 8.744 (6)  | 8.666 (7)       | 9.074 (4)    | 8.828 (5)                 |
| République dominicaine | 9.052 (2) | 8.833 (5)  | 8.688 (6)       | 8.744 (8)    | 8.768 (6)                 |
| Venezuela | 8.518 (5) | 8.543 (8)  | 8.900 (4)       | 8.811 (7)    | 8.751 (7)                 |
| États-Unis | 9.144 (1) | 8.522 (9)  | 8.621 (8)       | 8.943 (6)    | 8.695 (8)                 |
| Colombie | 8.440 (8) | 8.712 (7)  | 8.588 (9)       | 8.644 (9)    | 8.648 (9)                 |
| Norvège | 8.368 (10) | 7.555 (10) | 7.977 (10)      | 8.077 (10)   | 7.869 (10)                |

## Prix spéciaux
| Prix                  | Candidates                                                                                   |
| --------------------- | -------------------------------------------------------------------------------------------- |
| Miss Congeniality     | - Guam - Liza Marie Camacho                                                                  |
| Miss Photogenic       | - Angleterre - Tracey Williams                                                               |
| Best National Costume | - Thaïlande - Porntip Nakhirunkanok - États-Unis - Courtney Gibbs - Japon - Mizuho Sakaguchi |

## Ordre d'annonce des finalistes
| 1. Hong Kong 2. République dominicaine 3. Mexique 4. États-Unis 5. Japon 6. Thaïlande 7. Corée du Sud 8. Colombie 9. Norvège 10. Venezuela | 1. Mexique 2. Hong Kong 3. Corée du Sud 4. Japon 5. Thaïlande |

## Bande son
- Opening Number: "Dancing on the Ceiling" by Lionel Richie (Cover version)
- Musical Number: "Overload" by Zappacosta of Dirty Dancing
- Evening Gown Competition: "You are My Star"
- Crowning Moment: "This is Your Night"

## Candidates
- Allemagne : Christiane Kopp
- Angleterre : Tracey Williams
- Argentine : Claudia Gabriela Pereyra
- Australie : Vanessa Lynn Gibson
- Autriche : Maria Steinhart
- Bahamas : Natasha Christine Pinder
- Belgique : Daisy Van Cauwenbergh
- Bermudes : Kim Lightbourne
- Bolivie : Ana María Pereyra
- Brésil : Isabel Cristina Beduschi
- Canada : Melinda Gillies
- Chili : Verónica Romero Carvajal
- Colombie : Diana Patricia Arevalo
- Corée du Sud : Chang Yun-Jung
- Costa Rica : Erika Maria Paoli
- Danemark : Pernille Nathansen
- République dominicaine : Patricia Jimenez
- Écosse : Amanda Laird
- Égypte : Amina Samy Shelbaya
- Équateur : Cecilia Pozo Caminer
- Espagne : Sonsoles Artigas Medero
- États-Unis : Courtney Gibbs
- Finlande : Nina Carita Bjornstrom
- France : Claudia Frittolini
- Gibraltar : Mayte Sanchez
- Groenland : Nuno Nette Baadh
- Guam : Liza Maria Camacho
- Guatemala : Silvia Mansilla
- Honduras : Jacqueline Herrera Mejia
- Hong Kong : Pauline Yeung
- Islande : Anna Margret Jonsdóttir
- Irlande : Adrienne Rock
- Israël : Shirly Ben Mordechay
- Italie : Simona Ventura
- Jamaïque : Leota Suah
- Japon : Mizuho Sakaguchi
- Liban : Eliane George Fakhoury
- Luxembourg : Lydie Garnie
- Malaisie : Linda Chee Ling Lum
- Malte : Stephanie Spiteri
- Mexique : Amanda Olivares
- Nouvelle-Zélande : Lana Coc-Kroft
- Nigeria : Omasan Tokurbo Buwa
- Îles Mariannes du Nord : Ruby Jean Hamilton
- Norvège : Bente Brunland
- Paraguay : Marta Noemi Acosta
- Pays-Bas : Annabet Reindina Berendsen
- Pays de Galles : Lise Marie Williams
- Pérou : Katia Escudero Lozano
- Philippines : Perfida Reyes Limpin
- Portugal : Isabel Martins da Costa
- Porto Rico : Isabel Maria Pardo
- Salvador : Ana Margarita Vaquerano Celarie
- Singapour : Audrey Ann Tay
- Sri Lanka : Deepthi Alles
- Suède : Annika Davidsson
- Suisse : Gabriela Bigler
- Taïwan : Jade Hu Fei-Tsui
- Thaïlande : Porntip Nakhirunkanok
- Trinité-et-Tobago : Cheryl Ann Gordon
- Turquie : Meltem Hakarar
- Îles Turques-et-Caïques : Edna Elizabeth Smith
- Uruguay : Carla Trombotti
- Venezuela : Yajaira Cristina Vera Roldán
- Îles Vierges des États-Unis : Heather Carty
- Îles Vierges britanniques : Nelda Felecia Farrington

### Scores du défilé en maillots de bain
- 8.988	Dominican Republic
- 8.822	USA
- 8.644	Korea
- 8.272	Singapore
- 8.255	Norway
- 8.227	New Zealand
- 8.188	Colombia
- 8.161  Iceland
- 8.144	Denmark
- 8.122	Mexico
- 8.105  Thailand
- 8.105	Sweden
- 8.100	Venezuela
- 8.055	Hong Kong
- 8.044	Japan
- 8.011	Costa Rica
- 8.005	England
- 7.988	Trinidad and Tobago
- 7.977	Holland
- 7.966	Portugal
- 7.937	Ireland
- 7.883	Philippines
- 7.868	Brazil
- 7.805	Taiwan ROC
- 7.783	Italy
- 7.772	Scotland
- 7.733	Finland
- 7.711	Australia
- 7.622	Malaysia
- 7.600	Turkey
- 7.594	Israel
- 7.588	Austria
- 7.566  Chile
- 7.544	Canada
- 7.422	Peru
- 7.411	Greenland
- 7.400	Argentina
- 7.342	Northern Marianas
- 7.342	Guam
- 7.316	Turks Caicos
- 7.311	Germany
- 7.305	Switzerland
- 7.300	Puerto Rico
- 7.266	Bahamas
- 7.244	Belgium
- 7.222	Uruguay
- 7.155	Spain
- 7.111	Wales
- 7.088	US Virgin Islands
- 7.072	Sri Lanka
- 7.066	France
- 7.055	British Virgin Islands
- 7.044	Ecuador
- 7.022	Bolivia
- 6.922	Gibraltar
- 6.911	Malta
- 6.868	Nigeria
- 6.844  El Salvador
- 6.761	Paraguay
- 6.755	Egypt
- 6.722	Jamaica
- 6.711	Luxembourg
- 6.655	Honduras
- 6.622	Bermuda
- 6.555	Guatemala
- 6.472	Lebanon